# Duffort
Duffort är en kommun i departementet Gers i regionen Occitanien i sydvästra Frankrike. Kommunen ligger i kantonen Miélan som tillhör arrondissementet Mirande. År 2022 hade Duffort 131 invånare.

## Befolkningsutveckling
Antalet invånare i kommunen Duffort
Referens:INSEE